# たこせん

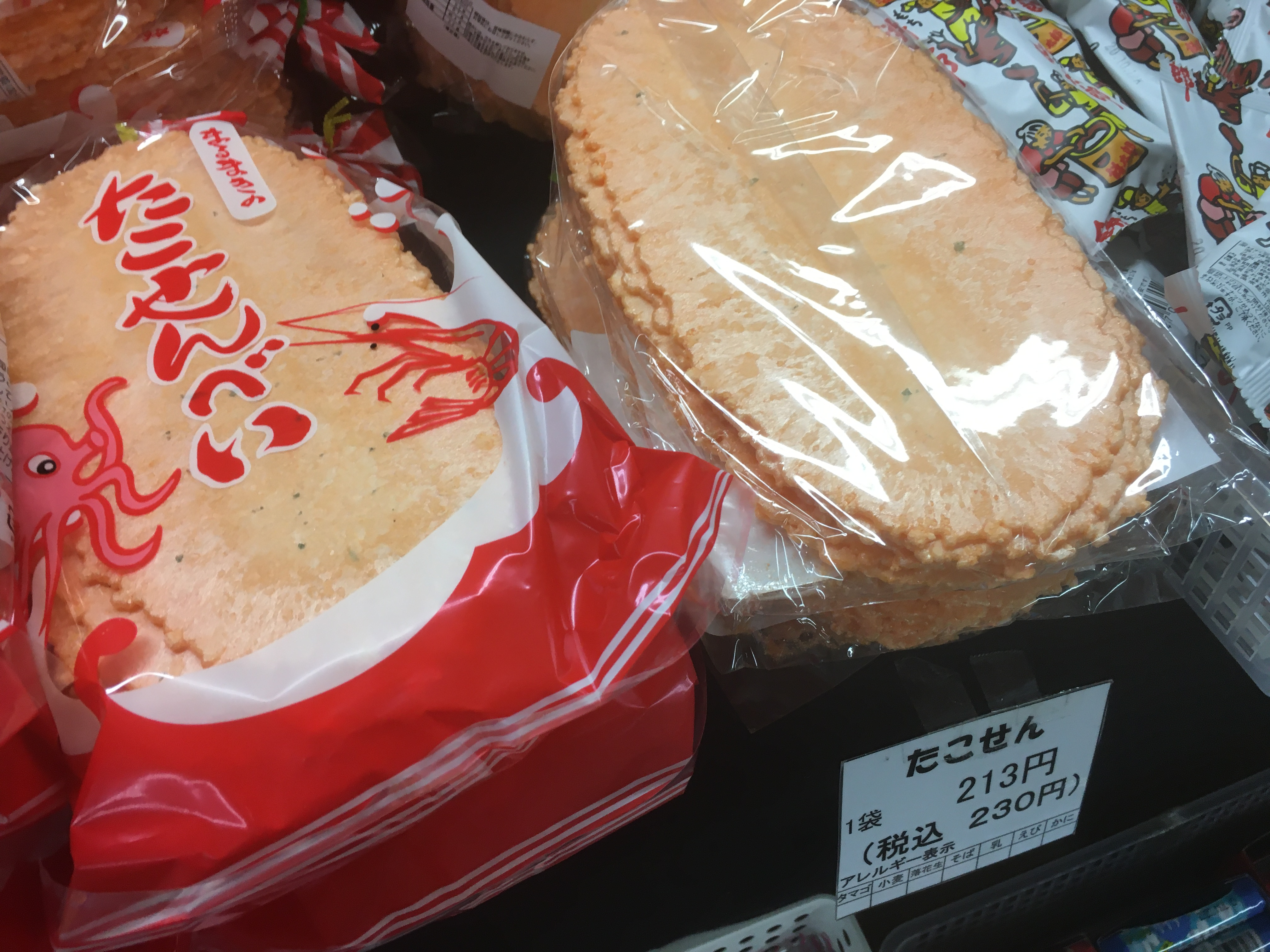
たこせん

たこせん（たこせんべい、たこ焼きせんべい）とは、大阪府周辺で食べられている駄菓子の一種。

## 概要
せんべいの上に、たこ焼きを載せてソースを掛け、更にせんべいで挟んだもの。一般的には、海老せんべいが使われるが、カレーせんべいなど地域によって使われるせんべいが変わり、たこ焼きの上にネギをトッピングするなど、いくつか派生版がある。又、一部の駄菓子屋ではたこ焼きを挟まずにせんべいにソースを塗り、天カスや青のり等をトッピングした物をたこせんと称する場合もある。他に類似形として目玉焼きを挟んだ目玉せん、イカ焼きを挟んだいかせん等もある
昭和40年代の岸和田で、学習塾帰りの生徒にたこ焼きを提供する時に、器がゴミにならないように、たこせんべいを器代わりに使うようになったのが始まりとも言われる。主にたこ焼き屋や駄菓子屋で提供されている。